# Чон Аюль
Чон Аюль (кор. 정아율 Jung Ayul), настоящее имя — Чон Хёджин (кор. 정혜진 Hye-Jin Jeong; 3 февраля 1987, Пхохан, Кёнсан-Пукто, Южная Корея — 12 июня 2012, Каннамгу, Сеул, Южная Корея) — южнокорейская актриса. Была наиболее известна ролью из мыльной оперы «Телероман: Заветная любовь».
Повесилась 12 июня 2012 года.